# Sois toujours diplomate
Pour plus de détails, voir Fiche technique et Distribution.
Sois toujours diplomate (Carlton-Browne of the F.O.) est un film britannique réalisé par Roy Boulting et Jeffrey Dell, sorti en 1959.

## Synopsis
Durant les cinquante années passées, un accord international avait assuré à la Grande-Bretagne sa domination sur Gaillardia, une petite île du Pacifique : un accord passé inaperçu jusqu'à ce que la mort du roi du petit territoire en question rappelle cet état de fait à Whitehall, au Ministère des Affaires étrangères. Ainsi décide-on d'envoyer sur place Cadogan de Vere Carlton-Browne dans le but de rétablir des relations amicales.

## Fiche technique
- Titre français : Sois toujours diplomate[1]
- Titre original : Carlton-Browne of the F.O.
- Réalisation : Roy Boulting et Jeffrey Dell
- Scénario : Roy Boulting et Jeffrey Dell
- Images : Max Greene
- Musique : John Addison
- Production : John Boulting, pour Charter Film Productions
- Montage : Anthony Harvey
- Décors : Albert Witherick
- Costumes : John McCorry
- Pays de production :  Royaume-Uni
- Langue originale : anglais britannique
- Format : Noir et blanc - 1,66:1
- Genre cinématographique : Comédie
- Durée : 88 minutes
- Date de sortie : 
  - Royaume-Uni : 10 mars 1959
  - France : 28 juillet 1961[1]

## Distribution
- Terry-Thomas : Cadogan de Vere Carlton-Browne, un membre du Foreign Office  nommé ambassadeur temporaire de l'île de Gallardia
- Luciana Paluzzi : Sa Sérénité la princesse Ilyena, la nièce du Grand Duc dont s'éprend le jeune roi de Gallardia
- Ian Bannen :  Loris, le jeune roi de Gallardia
- Thorley Walters : le colonel Bellingham of the Bays, l'attaché militaire anglais
- Raymond Huntley : le Ministre des Affaires étrangères Tufton-Slade
- Miles Malleson : le conseiller résident Davidson, toujours en poste à Gallardia bien qu'oublié depuis cinquante ans
- John Le Mesurier : le grand-duc Alexis, l'oncle d'Ilyena
- Marie Lohr : Lady Carlton-Browne, la mère de Cadogan
- Kynaston Reeves : Sir Arthur Carlton-Browne, le père de Cadogan
- Ronald Adam : Sir John Farthing
- Peter Sellers : Señor Amphibulos, le premier ministre de Gallardia
- Marne Maitland (non crédité) : Archipolagos
- John Van Eyssen : Hewitt, le chef de cabinet du ministre des affaires étrangères
- Nicholas Parsons : Rodgers
- Irene Handl : Mme Carter
- Harry Locke : le commentateur
- Basil Dignam : l'officier de la sécurité
- Sam Kydd : le radio
- Harold Kasket